# Hoyas de Georgetown
Pour les articles homonymes, voir Hoyas.
Les Hoyas de Georgetown (en anglais : Georgetown Hoyas) sont un club omnisports universitaire de l'Université de Georgetown (Washington, D.C.). Les équipes des Hoyas participent aux compétitions universitaires organisées par la National Collegiate Athletic Association. Georgetown fait partie de la Big East Conference tandis que l'équipe de football américain évolue en Patriot League.
L'équipe masculine de basket-ball est la plus importante section des Hoyas de Georgetown. Présent au Final Four en 1943, 1982, 1984, 1985 et 2007, Georgetown remporte le titre national en 1984.